# オットー・クンツリ
オットー・クンツリ（Otto Künzli、1948年 - ）は、スイスのジュエリーデザイナー。チューリッヒ出身。
1960年代に誕生したコンテンポラリージュエリーにおいてコンセプチュアルジュエリーの概念を打ち出した作家と言われている。2015年10月10日から12月27日まで東京都庭園美術館にてオットー・クンツリ巡回展が行われた。